# Eupemphix nattereri
Eupemphix nattereri är en groddjursart som beskrevs av Franz Steindachner 1863. Eupemphix nattereri ingår i släktet Eupemphix och familjen Leiuperidae. IUCN kategoriserar arten globalt som livskraftig. Inga underarter finns listade i Catalogue of Life.